# Lindsaea
Lindsaea es un género con 180 especies de helechos, distribuidos por todo el mundo, 15 de las cuales se encuentran en Australia. Dos especies australianas son Lindsaea microphylla y Lindsaea linearis. 

## Descripción
Son helechos con rizoma grueso y estrecho con puntas finas. Las frondas monomórficas o dimórficas. Stipe no articulado a rizoma. La lámina es, sobre todo, 1-2- pinnadas, rara vez es sencilla  o tri-pinnada. Con indusios cortos y orbiculares a ovados o alargados .

## Etimología
El nombre del género fue otorgado en honor del cirujano John Lindsay de Jamaica. La especie tipo es Lindsaea trapeziformis.

## Algunas especies
- Lindsaea aculcata Mett.
- Lindsaea acutifolia Desv.
- Lindsaea adiantifolia 	(Hook.) Copel.
- Lindsaea adiantoides 	(Blume) Kuhn
- Lindsaea adiantoides J.Sm.